# De Kaden
De Kaden is een buurt in de wijk Centrum in de Nederlandse plaats Drachten. De buurt ligt aan de oostkant van het centrum en grenst aan de wijken: Noordoost, De Bouwen en De Wiken en is onderverdeeld in twee straten: Noordkade en Zuidkade. De Kaden is zowel winkelgebied als uitgaanscentrum.

## Geschiedenis
De Kaden is ontstaan in de 17e eeuw door de fusie tussen de dorpjes Noorder Drachten en Zuider Drachten. Door de economische sprint van Drachten toentertijd groeide het aantal koopmannen in Drachten. De koopmannen vestigden zich veelal aan de Drachtstervaart. Hun huizen zijn beeldbepalend voor De Kaden.

### Demping van de vaart
Nadat de Zuiderdwarsvaart in 1963 was gedempt, werd het opvolgende jaar de Drachtstervaart gedempt waardoor er geen water meer door de Kaden stroomde. Het centrum van Drachten kreeg een rol als winkelgebied waarvan de Kaden ook onderdeel uitmaakte. In 1971 echter was men de demping al zat en er werd een actiecomité opgericht. De plannen om de Drachtstervaart weer uit te graven bleven desalniettemin uit. Anno 2014 is de Drachtstervaart een feit geworden, al loopt deze niet verder dan het carillon.

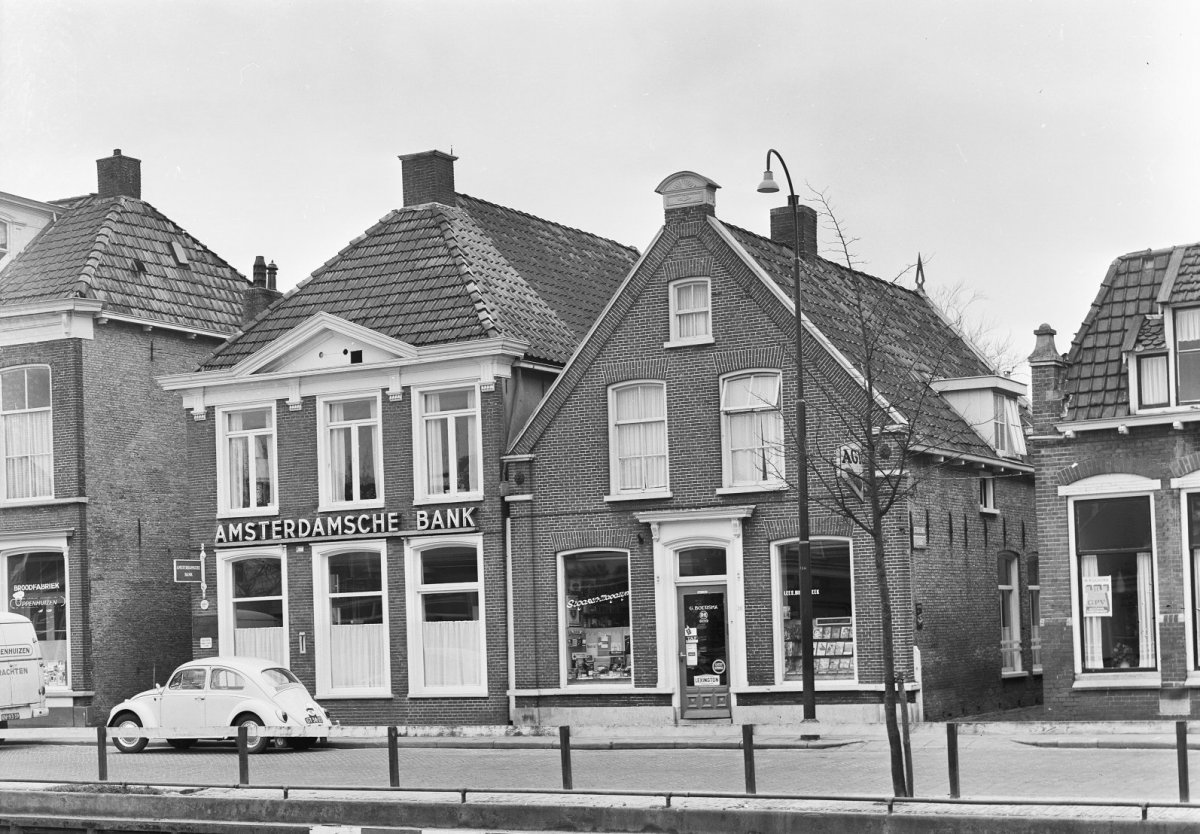
Zuidkade 26-27 (1966)
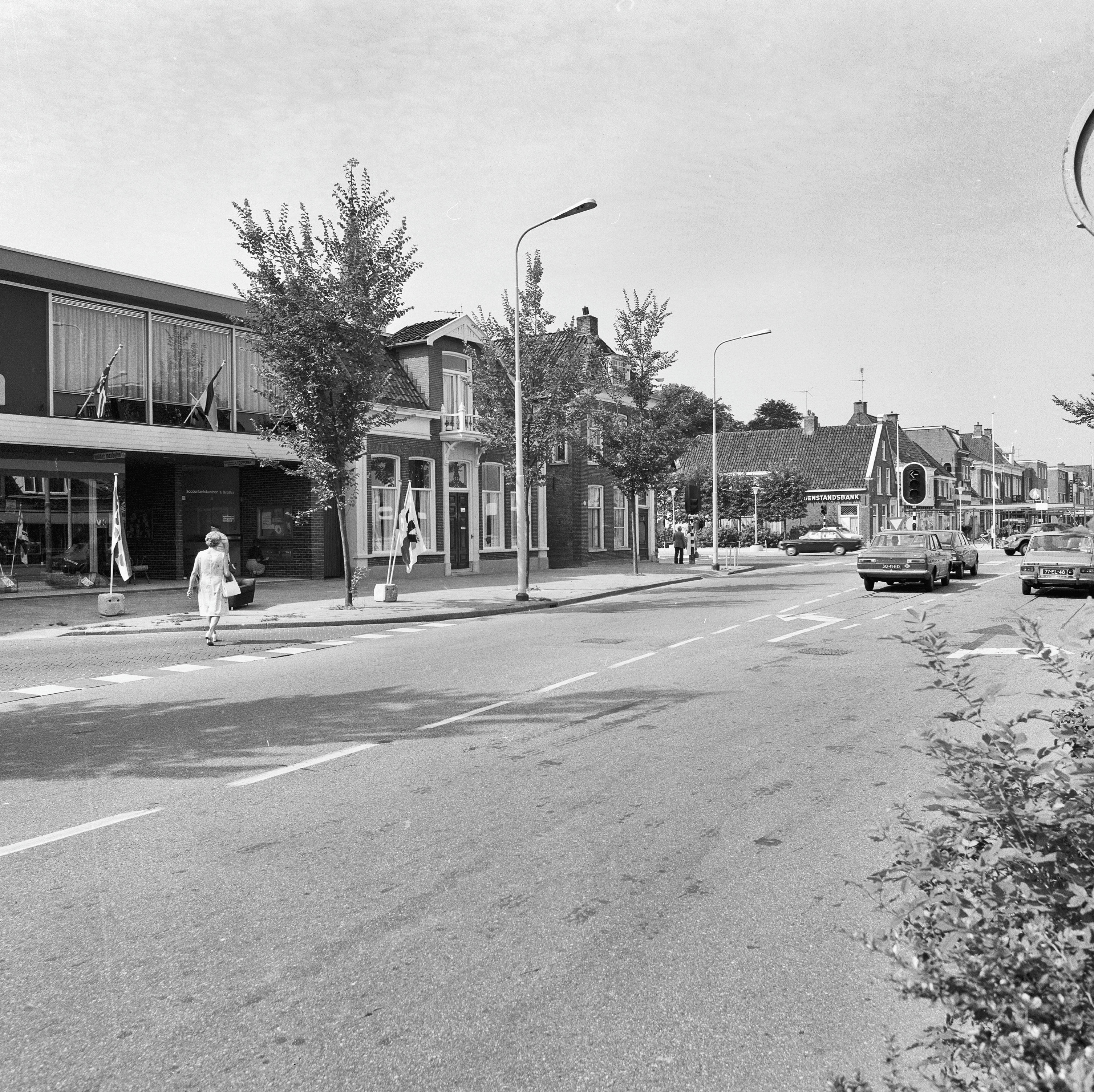
De Kaden na de demping van de Drachtstervaart (1975)

### Nachtleven
De Kaden heeft meerdere cafés, coffeeshops, discotheken, pizzeria's, restaurants en snackbars. Ook zijn er dart- bowling- en poolcentra. Op feestdagen als Koningsdag of Bevrijdingsdag zijn er podia opgesteld waar artiesten optreden. Een samenwerkingsverband van horecabedrijven die voornamelijk gesitueerd zijn op de Kaden organiseert jaarlijks op de woensdag voor Hemelvaartsdag 'de nacht van Drachten' waarin veel artiesten optreden.

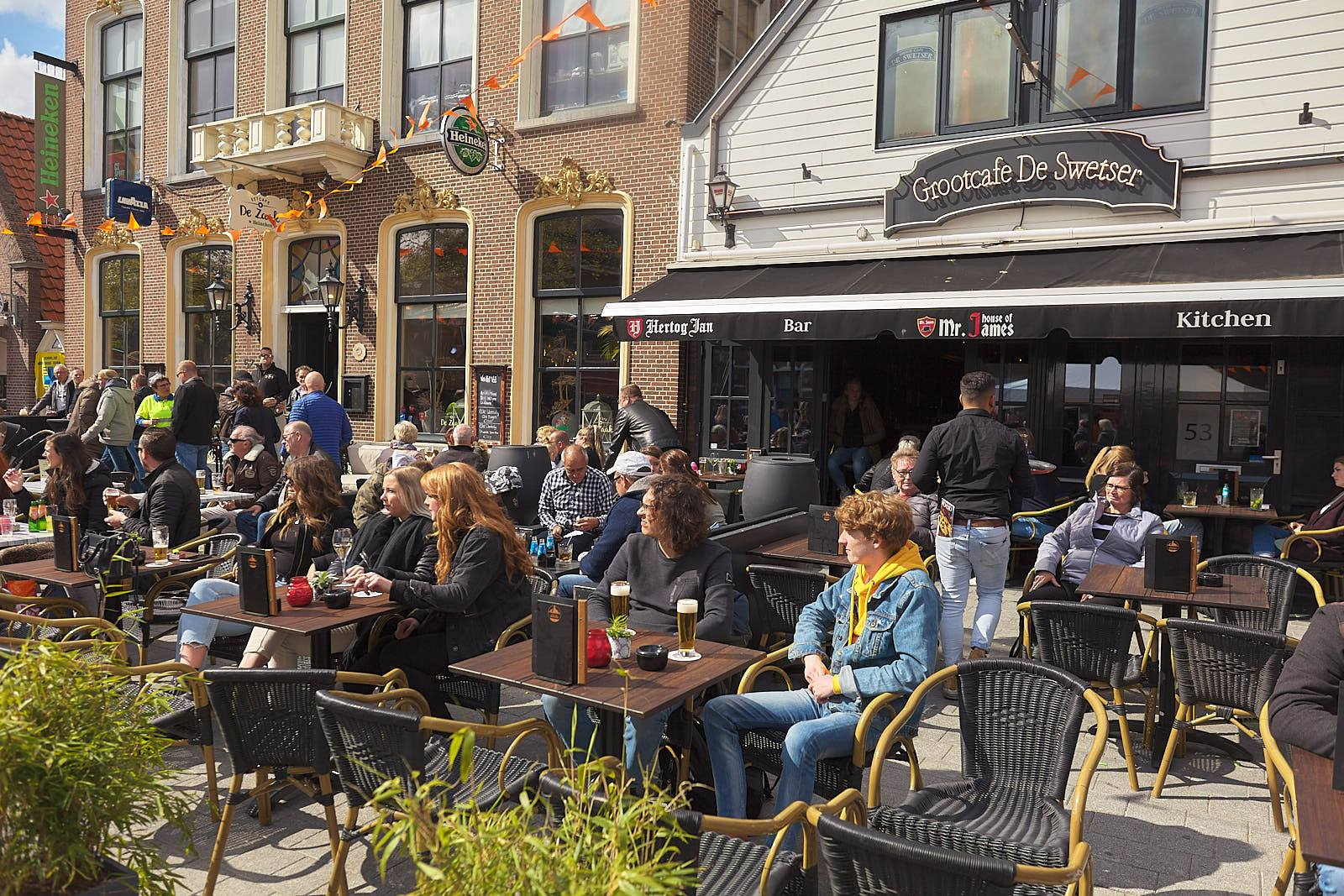
Horeca aan de Noordkade (2022)
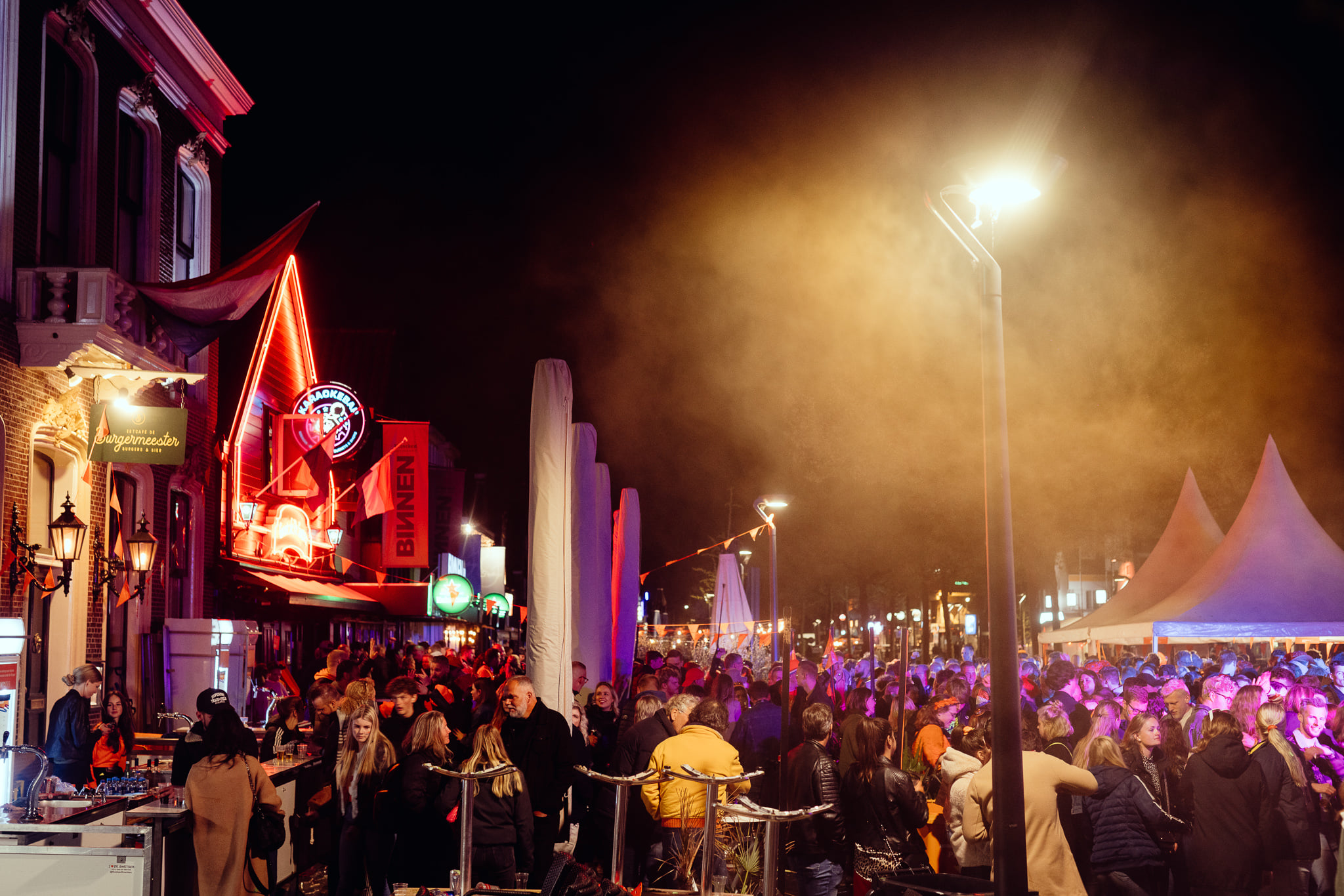
Horecaplein De Kaden ('de nacht van Drachten' 2022)
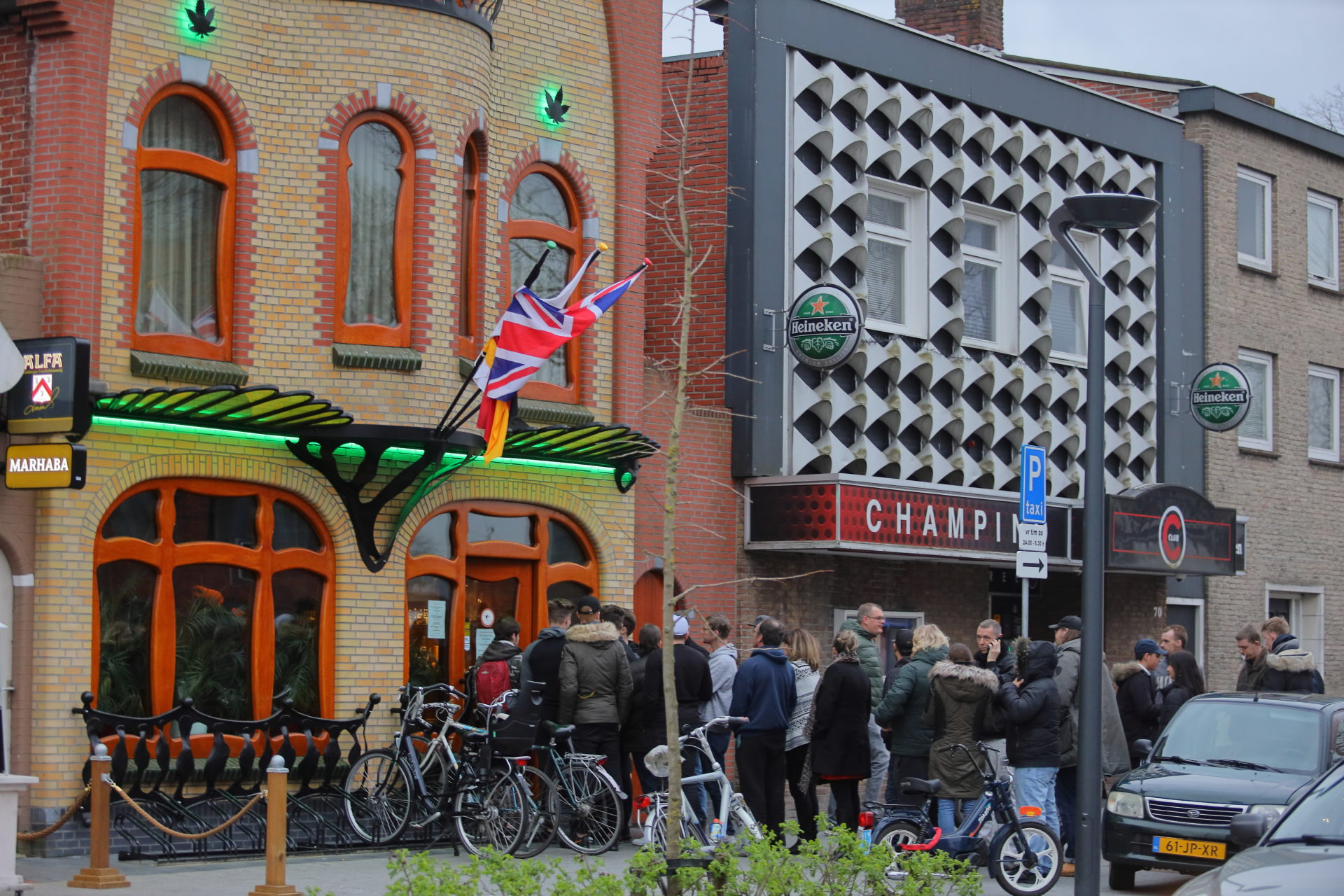
Coffeeshop en discotheek aan de Zuidkade (2020)

### Herinrichting
In 2019 werd gestart met de herinrichting van de Kaden om het uitgaansgebied beter te laten aansluiten op het winkelgebied in het centrum. De belangrijkste wijziging betrof de verbreding van de voetpaden voor de winkels en restaurants, waardoor er extra ruimte ontstond voor uitstalling en terrassen. De fietspaden kwamen te vervallen zodat fietsers in het vervolg op de rijbaan rijden. Een belangrijk element in de plannen was de aanleg van een rotonde op de kruising van de Kaden met de Dwarsvaart en de Raai.
Op de kruising van de Kaden met de Torenstraat en De Drift stonden tot 1998 verkeerslichten om de flinke stroom auto's en fietsers op deze plek te regelen. In 1998 werd de kruising omgebouwd tot een plein met lichte stenen waar de weggebruikers zelf hun weg moesten vinden. Wel werden zebrapaden aangelegd om voetgangers te helpen bij het oversteken. Er rijden hier circa 15.000 motorvoertuigen en 7000 fietsers per etmaal. Het werd het eerste shared space-ontwerp op een locatie met zo'n hoge verkeersintensiteit. Ook na heel wat jaren verbeterde de verkeersveiligheid op het kruispunt echter niet, fietsers voelen zich er niet prettig en kiezen geregeld voor een oversteek over de zebra. Dit project bood belangrijke inzichten in de verkeerstechnische en maatschappelijke grenzen van de toepassing van shared space. Anno 2022 werd er gesproken over mogelijke aanpassingen.

## Trivia
Op zondag 27 december 2015 rond 21:45 uur vond een explosie plaats in een appartement in een flat op de hoek Nachtegaalstraat/Noordkade. Twaalf van de 38 appartementen stortten in en nog eens zes werden onbewoonbaar. Herbouw van het ingestorte deel was niet mogelijk, waarop woningcorporatie Accolade besloot het restant te slopen en te kiezen voor volledige nieuwbouw.
Er raakte één man gewond, die later ook de dader bleek te zijn. De schade bedroeg € 2.500.000.